# Cinquante Nuances de Grey (bande originale)
Cet article concerne la bande originale du film. Pour le film, voir Cinquante Nuances de Grey (film).
Albums de Various artists
Cinquante Nuances plus sombres (bande originale)
Singles
1. Earned It
Sortie : 20 novembre 2014
2. Love Me Like You Do
Sortie : 7 janvier 2015

Cinquante Nuances de Grey (titre original en entier: Fifty Shades of Grey: Original Motion Picture Soundtrack) est la bande originale du film de Sam Taylor-Wood Cinquante Nuances de Grey (2015).

## Description
La musique du film Cinquante Nuances de Grey est commercialisée dans deux disques :
- Fifty Shades of Grey (Original Motion Picture Soundtrack) est la première bande originale du film. Il s'agit d'une compilation des chansons entendues dans le film, interprétées par divers artistes comme The Rolling Stones, Frank Sinatra ou Sia[1]. L'album est disponible depuis le 10 février 2015. Beyoncé a notamment réenregistré la chanson Crazy in Love spécialement pour le film.
- Fifty Shades Of Grey (Original Motion Picture Score) est la seconde bande originale du film. Il s'agit de la partition du film qui regroupe les thèmes instrumentaux. L'album sort le 17 février 2015. Toutes les musiques ont été composées par Danny Elfman.

## Pistes

### Fifty Shades of Grey (Original Motion Picture Soundtrack)
| 1.  | I Put a Spell on You            | Annie Lennox       | 3:30 |
| 2.  | Undiscovered                    | Laura Welsh        | 2:53 |
| 3.  | Earned It                       | The Weeknd         | 4:11 |
| 4.  | Meet Me In the Middle           | Jessie Ware        | 5:08 |
| 5.  | Love Me Like You Do             | Ellie Goulding     | 4:10 |
| 6.  | Haunted (Michael Diamond Remix) | Beyoncé            | 5:08 |
| 7.  | Salted Wound                    | Sia                | 4:30 |
| 8.  | Beast of Burden                 | The Rolling Stones | 3:29 |
| 9.  | I'm on Fire                     | AWOLNATION         | 2:34 |
| 10. | Crazy in Love (2014 Remix)      | Beyoncé            | 3:46 |
| 11. | Witchcraft                      | Frank Sinatra      | 2:51 |
| 12. | One Last Night                  | Vaults             | 3:19 |
| 13. | Where You Belong                | The Weeknd         | 4:57 |
| 14. | I Know You                      | Skylar Grey        | 4:58 |
| 15. | Ana and Christian               | Danny Elfman       | 3:24 |
| 16. | Did That Hurt?                  | Danny Elfman       | 2:54 |

### Fifty Shades Of Grey (Original Motion Picture Score)
| 1.  | Shades Of Grey        | Danny Elfman |  |
| 2.  | Ana’s Theme           | Danny Elfman |  |
| 3.  | The Red Room          | Danny Elfman |  |
| 4.  | Then Don’t!           | Danny Elfman |  |
| 5.  | A Spanking            | Danny Elfman |  |
| 6.  | Going For Coffee      | Danny Elfman |  |
| 7.  | Where Am I?           | Danny Elfman |  |
| 8.  | Ana and Christian     | Danny Elfman |  |
| 9.  | Clean You Up          | Danny Elfman |  |
| 10. | The Contract          | Danny Elfman |  |
| 11. | The Art Of War        | Danny Elfman |  |
| 12. | Did That Hurt?        | Danny Elfman |  |
| 13. | Bliss                 | Danny Elfman |  |
| 14. | Show Me               | Danny Elfman |  |
| 15. | Counting To Six       | Danny Elfman |  |
| 16. | Variations On A Shade | Danny Elfman |  |